# Рула
Рула (на немски: Ruhla) е град в германската провинция Тюрингия, близо до планината Тюрингер Валд. Население 4895 към 31 декември 2007 г.
Град Рула включва и махалите Тал и Кителщал.